# 覆勘状
覆勘状（ふっかんじょう）とは、守護が出した番役の勤務完了証明書。

## 概要
「覆勘」という言葉には、文書を審査してその内容を保証する意味と裁判判決のやり直し手続の意味があり、その歴史は奈良時代にまで遡るが、覆勘状は前者の意味を有する。
御家人が京都大番役や異国警固番役を務め上げた際に書下形式の書状で出された。通常は所属する国の守護あるいはその代理を務める家臣（守護代など）が、北条氏が守護を務める国では得宗家の公文所が発給した。形状は折紙・竪紙の両方があるが前者が多く、異国警固番役関連では現存の物は全て折紙である。内容は勤務地・勤務期間。発給日・発給者・宛所が記されるものが多い。